# Enrique Murciano
Enrique Ricardo Murciano (Miami, 9 juli 1973) is een Amerikaans acteur van Cubaanse afkomst. Hij speelde Danny Taylor in meer dan 150 afleveringen van Without a Trace sinds de serie in september 2002 voor het eerst werd uitgezonden. Hiervoor werd hij in 2004 samen met de gehele cast genomineerd voor een Screen Actors Guild Award. Murciano maakte zijn film- en acteerdebuut in 1997, toen hij als Alejandro in Speed 2: Cruise Control één regel tekst had.
Voor Murciano gecast werd in Without a Trace speelde hij eenmalige gastrollen in onder meer Suddenly Susan, The Pretender (beide in 1999) en in Star Trek: Enterprise (in 2002).

## Filmografie

### Films
- Speed 2: Cruise Control - als Alejandro (1997)
- Traffic - als DEA Agent (2000)
- Black Hawk Down - als Ruiz (2001)
- Case 42 - als Lazlo (2002)
- Cafe and Tobacco - als Tico (2003)
- Miss Congeniality 2: Armed & Fabulous - als Jeff Foreman (2005)
- The Lost City - als Ricardo Fellove (2005)
- How To Go Out on a Date in Queens - als Junior (2006)
- Máncora - als Inigo (2008)
- Water & Power - als Water (2013)
- Dawn of the Planet of the Apes - als Kemp (2014)
- Collateral Beauty - als Stan (2016)
- The Half of It - als Deacon Flores (2020)

### Televisieseries
- Suddenly Susan - als Enrique (Afl. Wedding-Bell Blues, 1999)
- The Pretender - als Tony (Afl. Risque Business, 1999)
- Spyder Games - als Francisco Torres (65 afleveringen, 2001)
- Star Trek: Enterprise - als Tolaris (Afl. Fusion, 2002)
- Without a Trace - als Danny Taylor (160 afleveringen, 2002-2009)
- Marry Me - als Harry (2 afleveringen, 2010)
- Medium - als Luis Amenabar (Afl. Me Without You, 2011)
- NCIS - als Ray Cruz (3 afleveringen, 2011-2012)
- CSI: Crime Scene Investigation - als Detective Carlos Moreno (5 afleveringen, 2009-2012)
- 666 Park Avenue - als Dr. Scott Evans (3 afleveringen, 2012)
- Power - als Felipe Lobos (7 afleveringen, 2014-2015)
- Bloodline - als detective Marco Diaz (26 afleveringen, 2015-2017)
- The Blacklist - als Julian Gale (2017)
- Monsters: The Lyle and Erik Menendez Story - als Carlos Baralt (3 afleveringen, 2024)

### Televisiefilms
- Hail Mary - als Carlos Moreno (2011)
- The Saint - als Inspecteur John Henry Fernack (2013)

## Prijzen en nominaties
- Screen Actors Guild Awards:
  - 2004: Genomineerd voor Outstanding Performance by an Ensemble in a Drama Series met Without a Trace
- Daytime Emmy Awards:
  - 2005: Genomineerd voor Outstanding Children/Youth/Family Special met A Separate Peace
- ALMA Awards:
  - 2008: Genomineerd voor Outstanding Actor in a Drama Television Series voor zijn rol in Without a Trace
  - 2009: Genomineerd voor Actor in Television - Drama voor zijn rol in Without a Trace

- Bibliothèque nationale de France: cb15055771j (data)
- Gemeinsame Normdatei: 1290434204
- International Standard Name Identifier: 0000 0001 1453 495X
- Library of Congress Control Number: no2009140222
- MusicBrainz: 4c054739-8762-4ab2-9974-aaa549b0888a
- Virtual International Authority File: 100755066
- WorldCat: E39PBJbtgYXVyg3jmhQvkP8jYP